# Parafia Najświętszego Serca Pana Jezusa w Gorzowie Wielkopolskim
Parafia Najświętszego Serca Pana Jezusa w Gorzowie Wielkopolskim – rzymskokatolicka parafia w Gorzowie Wielkopolskim, należy do dekanatu Gorzów Wielkopolski – Katedra w diecezji zielonogórsko-gorzowskiej, metropolii szczecińsko-kamieńskiej. Parafia została erygowana 8 września 1984 roku.

## Proboszczowie
- ks. kan. Henryk Wojnar – od 2.08.2021
- ks. prałat Zygmunt Lisiecki - od 2006 do † 2021[1]